# Prefettura di Shizuoka
Shizuoka è una prefettura giapponese di 3 633 202 abitanti (ad ottobre 2020), con capoluogo a Shizuoka. Si trova nella regione di Chubu, sull'isola di Honshū.
Fino al 23 marzo 2010 ne hanno fatto parte anche i distretti di Fuji e Hamana, da quella data inglobati nell'attuale prefettura.

## Popolazione e città

### Principali città
| - Atami - Fuji - Fujieda - Fujinomiya - Fukuroi - Gotemba - Hamamatsu - Itō - Iwata - Izu - Izunokuni - Kakegawa - Kikugawa | - Kosai - Makinohara - Mishima - Numazu - Omaezaki - Shimada - Shimoda - Shizuoka (capoluogo) - Susono - Yaizu |

distretti
1. distretto haibara